# Hoofdverkeersroute S
De Hoofdverkeersroute S was volgens de lettering van hoofdverkeersroutes de weg van België via Vlissingen, Middelburg, Bergen op Zoom, Breda, Tilburg Eindhoven, Helmond naar Venlo. De weg liep destijds over de rijkswegen 58, 56, 27, 63 en 67. Tegenwoordig wordt deze route ongeveer gevormd door de N253, N676, A58 en A67.

## Geschiedenis
In 1937 werd de hoofdverkeersroute S ingesteld. Deze letter verscheen op de kilometerpalen en hectometerpaaltjes naast de weg. In 1957 werd de weglettering vervangen door de Wegnummering 1957. Hierdoor kreeg de route het nummer N97 tussen Vlissingen en Breda, E38 tussen Breda en Eindhoven en E3 tussen Eindhoven en Venlo.    